# Tchatkalophantes rupeus
Tchatkalophantes rupeus là một loài nhện trong họ Linyphiidae. T. rupeus được Andrei V. Tanasevitch miêu tả năm 1986.